# 四海庄站
四海庄站是一个位于中国北京市大兴区博兴街道博兴路，属于北京地铁亦庄有轨电车T1线的有轨电车站。

## 结构
| 地面 |                              | █ 亦庄T1线往屈庄（太和桥北） |
| 地面 | 岛式站台，左側開门           |                              |
| 地面 | █ 亦庄T1线往定海园（九号村） |                              |